# Печера Анохіна
Печера Анохіна (рос. Анохина) — печера на Алтаї, Республіка Алтай, Росія.  Загальна протяжність — 56 м. Глибина печери — N/A м, амплітуда висот — 2 м; загальна площа — N/A м²; об'єм — N/A м³.  Печера відноситься до Східноалтайської області Алтайської провінції Алтай-Саянської спелеологічної країни. Кадастровий номер 5125/8637-1Z.